# Der Glöckner von Notre Dame
Aquest article tracta sobre el musical produït per Disney. Pel musical francès, veure "Notre-Dame de Paris (musical)".
Der Glöckner von Notre Dame és un musical amb música d'Alan Menken, lletres de Stephen Schwartz i llibret de James Lapine. El musical es basa en la pel·lícula de 1996 The Hunchback of Notre Dame, basada alhora en la novel·la homònima de Víctor Hugo de 1931.
El musical s'estrenà el 1999 a Berlín, produïda per Walt Disney Theatrical, sent el primer musical en estrenar-se fora dels Estats Units. Va representar-se durant 3 anys, esdevenint un del musicals més representats a Berlín.

## La producció
La producció s'estrenà el 5 de juny de 1999, per inaugurar el Musicaltheater Berlin de Berlín. Després d'una estada d'èxit, tancà al juny del 2002. Dirigida per Lapine, la traducció a l'alemany va ser de Michael Kunze, la coreografia era de, l'escenografia era de Heidi Ettinger i el vestuari era de Sue Blane.
Va ser el primer musical que Disney estrenà fora dels Estats Units, i esdevingué un dels musicals de més èxit a Berlín. Igual que succeí amb Beauty and the Beast i The Lion King, Der Glöckner Von Notre Dame s'estrenà 3 anys després de l'estrena de la pel·lícula en la que es basava.
El musical és una adaptació de la pel·lícula més fosca i gòtica. D'acord amb el traductor Michael Kunze, "feia campanya per permetre morir a Esmeralda al final, com succeeix al llibre. Es creu que el públic quedaria trist si Esmeralda mor. Crec que un públic europeu ho veurà com un final molt romàntic... dues ànimes perdudes que finalment es troben l'una a l'altra. La gent plorarà, però quedarà commoguda. I és un final molt romàntic". Els productors van preferir veure "com reaccionava el públic de les prèvies abans de prendre la decisió definitiva."
Es va realitzar un enregistrament de la banda sonora pel repartiment original alemany.
S'ha especulat amb una possible versió americana del musical.

## Sinopsi
I Acte
El musical comença el 1482 a París, on Clopin, un vell pobre gitano, canta sobre les campanes de la Catedral de Notre Dame ("Die Glocken Notre Dames") i explica ha història del Geperut de Notre Dame: la història comença quan 3 gitanos s'esmunyen il·legalment a París, però són emboscats per un esquadró de soldats que treballen pel Ministre de Justícia, Claude Frollo. Una gitana intenta fugir amb el seu fill, però Frollo l'atrapa i la mata davant de Notre Dame, i va a matar també el nen deforme; però és aturat per l'Ardiaca, que l'acusa d'assassinar la gitana. Frollo accepta l'oferta de l'Ardiaca de criar el nen al campanar de la catedral, amb el nom de Quasimodo.
Vint anys després, Quasimodo és el campaner de Notre Dame i és un jove amable que té com amics a 3 gàrgoles (Antoine, Charles i Loni). L'animen a que vagi al Festival Anual dels Ximples, però Frollo arriba i li ho prohibeix, mentre que les gàrgoles l'animen a desobeir-lo i a llançar-se a l'aventura ("Zuflucht"). Després que Frollo marxi, Quasimodo decideix sortir per una vegada ("Draußen").
Mentre que els parisencs es preparen per al festival, Clopin, Rei dels Gitanos, prepara els seus gitanos pel festival al seu amagatall subterrani, la "Cort dels Miracles" ("Tanz auf dem Seil"). La seva atenció queda presa per una nova vinguda, una jove ballarina gitana anomenada Esmeralda. Mentrestant, el capità Phoebus arriba a París excitat per la seva recent promoció a Capità de la Guàrdia ("Ein bißchen Freude"). Flirteja amb una noia, però és interromput per un gitano que corre acusat de lladre. El gitano afirma que és innocent, però Frollo arriba i ordena als seus soldats que el detinguin. Frollo diu a Phoebus que la ciutat està plena de gitanos i planeja trobar la Cort dels Miracles i eliminar-los a tots.
Quan el Festival comença ("Drunter drüber"), Quasimodo arriba disfressat perquè Frollo no el recoengui. Frollo es fixa en Esmeralda mentre que aquesta balla per a la gent. Després, la gent comença a buscar el Rei dels Ximples. Pensant que Quasimodo porta una disfressa, Esmeralda el treu a l'escenari i la gent el corona com el seu rei, només per a humiliar-lo. Esmeralda intervé i desafia obertament l'ordre de Frollo de deixar patir el geperut. Esmeralda rescata a Quasimodo i Frollo ordena a Phoebus que la detingui, però Esmeralda desapareix. Frollo renya Quasimodo i l'envia de tornada a la catedral.
Esmeralda segueix a Quasimodo, però Phoebus l'agafa dins de la catedral. Frollo arriba i l'interroga, però l'Ardiaca ordena marxar a Frollo, car aquells que es troben dins de la catedral estan protegits per la llei del santuari. Esmeralda resa per la seva gent i pels oprimits ("Helf den Verstoß'nen"). Mentrestant, Frollo ordena a Phoebus que situï guàrdies a cada porta per assegurar-se que Esmeralda no pugui escapar.
Esmeralda segueix a Quasimodo al campanar i queda captivada per la vista de la ciutat ("Hoch über der Welt"). Per tornar-li el favor per rescatar-lo, Quasimodo li ofereix mostrar-li com sortir de la catedral. Abans de marxar, Esmeralda li dona un amulet que el portarà a la Cort dels Miracles, si un dia necessités trobar-la, i li fa un petó a la galta. Després que Esmeralda marxi, Quasimodo expressa els seus sentiments, car ha quedat tocat per l'amabilitat d'Esmeralda ("Das Licht des Himmels"). Frollo comença a adonar-se'n dels seus sentiments luxuriosos per Esmeralda, i desitja alliberar-se d'ella per escapar de la condemnació eterna ("Das Feuer der Hölle").
Descobrint que Esmeralda ha fugit, Frollo pregunta a Quasimodo si sap on està, però aquest li diu que no ho sap. Frollo ordena una recerca per tota la ciutat per tal de trobar a Esmeralda. Adonant-se que Frollo s'ha tornat boig, Phoebus el desafia i Frollo el condemna a mort. Phoebus escapa mentre que Frollo i els seus homes comencen a buscar per tota la ciutat ("Esmeralda"). Phoebus cau al riu després que li clavin una fletxa, però Esmeralda el rescata.
II Acte
Els soldats continuen registrant la ciutat ("Trommeln in der Stadt"). Esmeralda rescata Phoebus i li diu que s'aculli a santuari a Notre Dame mentre que ella torna a la Cort dels Miracles. Mentrestant, les gàrgoles convencen a Quasimodo que Esmeralda el troba romànticament intrigant, i el tranquil·litzen sobre la seva seguretat ("Ein Mann wie du"). L'Ardiaca porta a Phoebus cap al campanar i Phoebus, que sap que Quasimodo és amic d'Esmeralda, li demana que l'amagui.
Frollo torna i descobreix que Quasimodo ha ajudat a Esmerada a fugir. Frollo diu a Quasimodo que sap on està la Cort dels Miracles i que l'atacarà a l'alba. Després que Frollo hagi marxat, Phoebus surt de l'amagatall i demana a Quasimodo que l'ajudi a trobar la Cort dels Miracles per advertir a Esmeralda. Quasimodo no vol tornar a abandonar la catedral, però Phoebus i les gàrgoles ensenyen a Quasimodo el valor de la devoció i l'abnegació ("Weil du liebst").
Amb l'ajut de l'amulet d'Esmeralda com a guia, Quasimodo i Phoebus troben la Cort dels Miracles ("Tanz der Zigeuner"). Els gitanos els prenen per espies de Frollo, però Esmeralda els convenç que són amics. Phoebus adverteix als gitanos de les intencions de Frollo i Clopin ordena als gitanos que es preparin per marxar. Esmeralda i Phoebus decideixen abandonar la ciutat junts mentre que Quasimodo, amb el cor trencat, mira com Esmeralda marxa amb l'home que l'estima ("Weil du liebst). Però apareix l'exèrcit de Frollo i els captura, i Frollo revela que simplement ha seguit a Quasimodo.
Esmeralda rebutja l'oferta de Frollo que quedar lliure a canvi de ser la seva amant. Quasimodo, lligat al campanar, es nega a ajudar-la i diu a les gàrgoles que el deixin ("Wie aus Stein"). A mesura que l'alba s'apropa, Esmeralda espera la seva execució a la masmorra mentre que Phoebus espera que un dia el món serà un lloc millor ("Einmal").
Testimoni de com Frollo crema a la foguera a Esmeralda, Quasimodo es rendeix a la seva còlera i la rescata. Phoebus encén un motí i fa que els parisins s'enfrontin amb els soldats de Frollo. Quasimodo crida als sants i a les gàrgoles abans de llançar una caldera de metall fos per assegurar-se que ningú no pugui entrar. Frollo, però, aconsegueix entrar a la catedral. Esmeralda mort després d'agrair a Quasimodo que hagi estat un bon amic. Quasimodo es desfà al costat del cadàver, mentre que Frollo entra a l'habitació per matar-lo amb una daga. Quasimodo lluita i, finalment, llança a Frollo per un balcó. Les gàrgoles conforten Quasimodo i li diuen que el món és ple de gent bona i dolenta. Els parisins veuen com Quasimodo porta el cadàver d'Esmeralda per la plaça amb Phoebus al costat. Clopin apareix de noi i pregunta què fa un monstre i què fa un home. ("Grand Finale")

## Números Musicals
I Acte
- "Die Glocken Notre Dames" – Clopin, Ardiaca, Frollo & Cor
- "Zuflucht" – Frollo, Quasimodo, Antoine, Charles & Loni
- "Draußen" – Quasimodo
- "Tanz auf dem Seil" – Clopin, Esmeralda & Gitanos
- "Ein bißchen Freude" – Phoebus
- "Drunter drüber" – Clopin, Quasimodo & Cor
- "Helf den Verstoß'nen" – Esmeralda, Quasimodo & Parisins
- "Hoch über der Welt" – Esmeralda, Quasimodo, Antoine, Charles & Loni
- "Das Licht des Himmels" – Quasimodo
- "Das Feuer der Hölle" – Frollo & Sacerdots
- "Esmeralda" – Frollo, Quasimodo, Phoebus, Esmeralda, Clopin & Soldats

II Act
- "Trommeln in der Stadt" – Clopin & Parisins
- "Ein Mann wie du"– Antoine, Charles, Loni & Quasimodo
- "Weil du liebst" – Quasimodo, Phoebus, Antoine, Charles & Loni
- "Tanz der Zigeuner"- Orquestra
- "Weil du liebst  – Phoebus, Esmeralda & Quasimodo
- "Wie aus Stein" – Quasimodo, Loni, Charles & Antoine
- "Einmal" – Esmeralda, Phoebus & Parisins
- "Grand Finale" – Companyia

## Papers i repartiment original de Berlín
Font: Variety Magazine
- Quasimodo: Drew Sarich
- Esmeralda: Judy Weiss
- Phoebus: Fredrik Lycke
- Clopin: Jens Janke
- Frollo: Norbert Lamla
- Charles: Valentin Zahn
- Loni: Yvonne Ritz Andersen
- Antoine: Tamàs Ferkay
- The Archdeacon: Carlo Lauber

## Diferències respecte a la pel·lícula original de 1996
- Els noms de les gàrgoles van canviar-se de Víctor, Hugo i Laverne a Charles, Antoine i Loni
- El paper còmic de les gàrgoles al musical va reduir-se molt; canten en més cançons, i estan establertes molt més clarament com a producte de la imaginació de Quasimodo
- No apareixen al musical ni la cabra d'Esmeralda, "Djali", ni el cavall de Phoebus, "Achilles"
- Quasimodo ensenya una manera de sortir de Notre Dame, en lloc de baixar pels murs amb ella abraçada.
- Quan fa de Narrador, Clopin apareix com un vell tollit i no fa servir titelles
- La cançó de la pel·lícula "The Court of Miracles" és substituïda per un número de ball anomenat "Dance of the Gypsies".
- El passat de Frollo s'estén per subratllar que havia estat capellà, que es remunta a la seva posició com l'ardiaca de la novel·la original
- Esmeralda mor al final
- Frollo és llançat des de la catedral per Quasimodo, en lloc de caure en trencar-se una gàrgola
- La cançó "Sanctuary" és més llarga, i les Gàrgoles s'afegeixen
- És l'Ardiaca que porta Phoebus a Quasimodo en lloc d'Esmeralda

## Disseny
Escenografia
L'escenografia de la producció original emprava gran quantitat de caixes controlades hidraulicament que podien situar-se a qualsevol alçada i nivell, i usava imatges fotogràfiques molt detallades. El final del I Acte mostra a Phoebus caient des d'un pont sobre el Sena després que se li clavi una fletxa.
So
L'efecte de les campanes es produeix en viu a l'orquestra mitjançant dues campanes i teclats electrònics a través d'una cónsola, una Cadac J-Type amb faders motoritzats. Tony Meola senyalava que el teatre de Berlín era "molt bo acústicament per fer un musical. No era mara reverbrant, però el suficient perquè l'orquestra sonés bé i es poguessin escoltar les lletres de les cançons.
Projeccions
The Hunchback of Notre Dame està situat al París medieval, amb la catedral de Notre Dame com a localització central. "Vaig intentar esbossar elements del període", diu Jerome Sirlon, que passà uns dies a París prenent fotografies del Sena, de Notre Dame i de les seves vistes. "Les fotografies ens serviren com a material", senyalant que usà versions de les gàrgoles de la catedral i d'altres elements arquitectònics per capturar l'essència de Notre Dame. "'Pots crear un munt de moviment amb les projeccions. El públic es creu el que els expliques si ho fas bé."
Hi ha projeccions a totes les escenes del musical. "A vegades són més per a un paisatge o un efecte, una textura o una imatge", comenta Sirlin. "Un ús molt maco de les projeccions és una escena que té lloc al damunt d'un pont i, després, al Sena.".

## Recepció
La crítica de Variety Magazine senyalava que: "El to prevalent, era, molt més ombrívol que els altres tres musicals de Disseny. El disseny és possible que sigui tema de conversa en qualsevol llenguatge, combinant el millor del talent britànic i americà amb un teatre remodel·lat amb un cost de 100 milions de dòlars per acomodar-hi les exigències de l'obra. El teló d'aiguamarines, amb un traçat gòtic, s'aixeca per mostrar cada joc de cubs fet per la dissenyadora Heidi Ettinger combinat amb les projeccions de Jerome Sirloin per evocar el món medieval del campanar parisí on viu l'orfe Quasimodo, el seu implacable amo Frollo i un trio de gàrgoles molt xerraires... mentre que la música s'inclina vers el genèrix."